# Циклопед
Циклопед (англ. Cycloped) — безмоторный локомотив с конным приводом, запатентованный Томасом Шоу Брандретом в 1829 году, который принял участие в так называемых Рейнхильских состязаниях в октябре 1829 года и был одним из претендентов на использование на первой регулярной пассажирской железной дороге Ливерпуль — Манчестер. Гонки состоялись 6 октября 1829 года при большом стечении народа. Циклопед первым сошёл с дистанции, поскольку во время испытания лошадь проломила деревянную беговую дорожкy локомотива и при этом сильно покалечилась.

## История
Конструкция Циклопеда, разработанная математиком и изобретателем Томасом Шоу Брандретом, принципиально отличалась от других локомотивов, принявших участие в испытаниях: транспортное средство управлялось не паром, а конным приводом на беговой дорожке. Интересно, что она вообще не соответствовала установленным условиям гонок, которые разрешали использовать только паровозы. Тем не менее, Циклопед был допущен к участию в пробном раунде конкурса, чтобы получить контрольные показатели, которые могли бы объяснить преимущества парового двигателя над транспортными средствами с мускульным приводом. Результаты ясно показали, что такой локомотив явно уступал любому локомотиву с паровым двигателем. Циклопед достигал максимальной скорости 8—10 км/ч (от 5 до 6 миль/ч), в то время как машина, выигравшая гонки («Ракета»), достигла 45 км/ч (28 миль/ч). Таким образом, минимальные требования конкурса не были достигнуты, и поэтому никаких дальнейших испытаний с Циклопедом не велось.

## ТТХ
Особенностью устройства циклопеда было использование в качестве двигателя не парового двигателя, а конного привода, использовавшего коня, которого ставили на бегущую дорожку на платформе локомотива, которая через трансмиссию передавала вращательное движение колёсам. 
Есть утверждение, что на Циклопедe Брандрета использовался не один конь, как обычно изображено на рисунках, а две лошади. Причём для каждой лошади была своя отдельная беговая дорожка.
- Масса Циклопеда — 3 тонны.
- Максимальная скорость — 8 км/ч (5 миль/ч).